# تعظم شبيه بالشمعة الذائبة
التعظم الشبيه بالشمعة الذائبة (بالإنجليزية: Melorheostosis)‏ هو مرض نمائي وخلل تنسج في اللحمة المتوسطة تعرض فيه القشرة العظمية وتصبح مفرطة في الكثافة في التوزيع البضعة العظمية.
هذه الحالة تبدأ في مرحلة الطفولة وتتميز بتثخن العظام. يعاني المريض بالتعظم الشبيه بالشمعة الذائبة من الألم المتكرر ويبدو عليه مظهر الشمع الذائب من الشمعة.